# التعارف والتواصل التجاري
يعد التعارف الشبكي نشاط تجاري على المستوى الاجتماعي والاقتصادي يلتقي فيه التجار ورواد الأعمال لتشكيل علاقات تجارية ولإيجاد وصناعة واستغلال الفرص التجارية، ولمشاركة المعلومات والبحث عن شركاء محتملين للمشاريع.
في النصف الثاني من القرن العشرين، مصطلح التعارف تم تعزيزه ليساعد التجار لبناء رأس مالهم الاجتماعي. في الولايات المتحدة، المؤيدين للمساواة في بيئة العمل شجعوا على التعارف التجاري للأفراد من المجموعات المهمشة (كالنساء، الأمريكان من أصل أفريقي إلخ) لتحديد ومعالجة التحديات التي تمنعهم من النجاح المهني. بالتالي، تبنى التيار السائد في أدبيات التجارة للمصطحات والمفاهيم التي تعزز مسارات النجاح لكل من يرغب في التقدم في مسيرته المهنية.

## نظرة عامة
التعارف التجاري هو نوع من أنواع شبكات التواصل الاجتماعية التجارية التي تطورت لتساعد رجال الأعمال على التواصل مع المدراء ورواد الأعمال الآخرين لتوسيع الاهتمامات التجارية لبعضهم البعض من خلال تكوين علاقات تجارية مفيدة لكل فرد منهم. التعارف التجاري هو طريقة لتوظيف علاقاتك التجارية والشخصية لتساعدك في جذب مورد دايم لمجالك التجاري الجديد. هناك العديد من المنظمات البارزة في مجال الشبكات التجارية والتي تقدم أمثلة ونماذج لفعاليات اجتماعية والتي، حين يتم تبنيها، تساعد الشخص المهتم بالتجارة لإنشاء علاقات تجارية جديدة وإيجاد فرص تجارية في الوقت ذاته. خدمة التعارف الاحترافي تعني توظيف تقنية المعلومات في سبيل تعزيز التعارف التجاري. الغرف التجارية والجهات المهتمة بالتجارة تنظم أنشطة وفعاليات للتعارف الاجتماعي. هناك أنواع مختلفة لمجموعات التعارف والنوع الأفضل لكل شخص يختلف بناء على نوع تجارتهم والآفاق التي يرغبون بتحقيقها والوصول لها.
يكون التعارف مفيداً للمشاريع التجارية الصغيرة بسبب أن ملاكها يتطلب منهم أن يعملوا في العديد من الوظائف اللازمة لمشاريعهم الصغيرة. لذلك حين يقابلون أشخاص من نفس مستوى تفكيرهم، فإنهم يتعلمون من تجاربهم ويستفيدون من نصائح هؤلاء الأشخاص في العديد من الشؤون المهمة المتعلقة بعملهم. كما يمكنهم كذلك أن يجدو شركاء لهم ومستثمرين من خلال وجودهم داخل شبكة مكونة من العديد ملاك المشاريع الخبراء. كثير من الفعاليات التعارفية تحدث في كل دولة وفيها يلتقي رواد الأعمال ببعضهم البعض ويوسعون من انتماءتهم ويثقفون أنفسهم ويشعرون بالقوة. تبني تقنيات ذكية يساهم ليكون لك باع طويل في تكوين الشراكات والصداقات والمعارف.

## لمحة تاريخية
ما قبل وجود شبكات التعارف الاجتماعي على الإنترنت، كان التواصل والتعارف الذي يكون وجهاً-لوجه هو الخيار الوحيد لرجال الأعمال. التعارف يمكن الحصول عليه من خلال مجموعة من التقنيات مثل المعارض التجارية وبرامج الولاء. على الرغم من أنه تم إثبات فعالية هذه التقنيات كمصدر لتكوين العلاقات ولتطوير المشاريع التجارية، عديد من الشركات تركز حالياً بشكل أكبر على التسويق الإلكتروني وذلك لقدرته على متابعة كل تفاصيل الحملة ومعرفة تكاليف إعداد مثل هذه الحملات. "Schmoozing" or "rubbing elbows" هما تعبيران مستخدمان بين رجالات الأعمال حين يقدم أويقابل أحدهم الآخر في مجال تجاري لتكوين علاقة عمل.

## أخلاقيات
التعارف قد يكون وسيلة فعالة للباحثين عن العمل ليكسبهم ميزة تنافسية على الآخرين في سوق العمل. المتواصل المحترف يصقل علاقة شخصية مع مدرائه المحتملين وأعضاء لجنة الاختيار، على أمل أن هذه المودة الشخصية ستؤثر على قرارات التوظيف المستقبلية. أثار هذا النوع من التعارف مخاوف أخلاقية. نقطة الاعتراض هي أنه يعد محاولة لإفساد الإجراءات الرسمية لاختيار المتقدمين. المتواصل متهم بمحاولته لأخذ أفضلية غير مستحقة على المتقدمين الآخرين، وهي أفضلية قائمة على ولع شخصي وليس على تقييم موضوعي، والذي يحدد أي المتقدمين أكثر تأهيل للمنصب.

## الأعمال المتصلة ببعضها عبر الشبكات الاجتماعية
العديد من الأعمال التجارية تستخدم التعارف والتواصل الشبكي كعامل رئيسي في خطتهم التسويقية. التعارف الشبكي يساعد في تعزيز مشاعر قوية ويزيد من معدل الثقة بين الأشخاص المنخرطين في ذلك، كما يلعب دور أساسي في الرفع من مكانة الشركة. الموردين والأعمال التجارية من الممكن اعتبارهم شبكة عملية والتي ستحول العمل التجاري ومورديه من خلال علاقاتهم الشخصية إلى مصدر لشبكة مع الشركات الأخرى الذي يعملون معهم بشكل وثيق. الأعمال المتصلة ببعضها عبر الشبكات تميل لتكون غير محددة بحواجز وعشوائية وداعمة، بينما الأعمال التي تعتمد على الطرق الهرمية والتقليدية للإدارة تكون مغلقة وانتقائية ومتسلطة. أول من استخدم هذه المسميات هو توماس بوير، رجل أعمال ورئيس Ecademy، شبكة أعمال تجارية عبر الإنترنت، في سنة 2009.

## للإطلاع
- خدمة التعارف المحترفة
- التعارف الشخصي